# Casque bulgare M36
Le casque bulgare M36 (en bulgare: Каска М36) était le casque de base de l'armée de terre bulgare avant le début de la Seconde Guerre mondiale et pendant la participation bulgare à la guerre. Sa dernière variante était encore en service en 2007 avec plusieurs autres casques plus modernes, mais il est progressivement retiré en faveur de casques en kevlar plus modernes.

## Histoire et variantes
Au cours de la Première Guerre mondiale, des soldats bulgares étaient équipés du casque allemand Stahlhelm M1916, qui resta en service jusqu'à la fin des années 1930. Les restrictions imposées à l'armée bulgare par le traité de Neuilly de 1919 ne furent plus prise en compte au milieu des années 1930 et, en 1935, le Haut Commandement ordonna la conception d'un nouveau casque militaire. À la fin de 1935, le prototype était prêt et fut approuvé en 1936.
La conception générale rappelait de loin le Stahlhelm, mais avec des modifications considérables. La structure générale et la profondeur étaient similaires, mais le bord était raccourci, ouvert plus largement et tourné plus progressivement. Les ouvertures de ventilation furent conservées, mais elles furent réalisées via de plus petits trous. Les angles des surfaces latérales et supérieures furent augmentés dans le but de provoquer des impacts à plus de 90° d'angle pour générer un ricochet. Du milieu avant au milieu arrière, un cône saillant bien prononcé était façonnée. En conséquence, le casque a reçu une forme très distinctive avec une lointaine ressemblance avec le Stahlhelm. Il était en acier et seulement une petite quantité du premier modèle était fer laminé plus léger, exclusivement réservé aux officiers. Les bords de la coque étaient roulés vers l’extérieur sur le premier type, connu sous le nom de A, alors que sur le type connu sous le nom de B, ils étaient coupés directement. En 1939, une nouvelle version redessinée avec une coque peu profonde et un bord raccourcit, connu sous le nom de type C, a été fut mise en service. On estime que ce troisième modèle constitua 70 % de toute la production. Les casques fabriqués en usine étaient initialement de couleur vert-grisâtre foncé avec un petit blason aux couleurs du drapeau bulgare sur le côté droit. Plus tard, une nouvelle teinte, vert pois, plus brillante fut mise en œuvre. La garniture, fut produite dans plusieurs variantes différentes. La conception du casque M36 est devenue plus légère, plus compacte et plus confortable que celles des modèles de la Première Guerre mondiale et fournit une excellente protection.
Il fut mis en service en 1936. Initialement, la production commença hors de la Bulgarie dans trois usines étrangères: Sandrik à Dolne Hamre et Bruder Gottlieb und Brauchbar à Brun, en Moravie (Bratri G & B - Brno) en Tchécoslovaquie et Eisenhuttenwerk Thale à Thale, à Harz, en Allemagne. À la fin de 1935, une presse emboutir fut importée d'Allemagne en Bulgarie et installée aux ateliers militaires dans la ville de Kazanlak, et la production continua en Bulgarie. Les types A et B plus anciens et plus lourds furent éliminés au début des années 1950, mais le dernier type C est encore en service dans l'armée bulgare, mais il est progressivement éliminé en 2010, en faveur d'un casque kevlar plus récent, le BK-3 développé par la société croate Sestan-Busch.

## Galerie

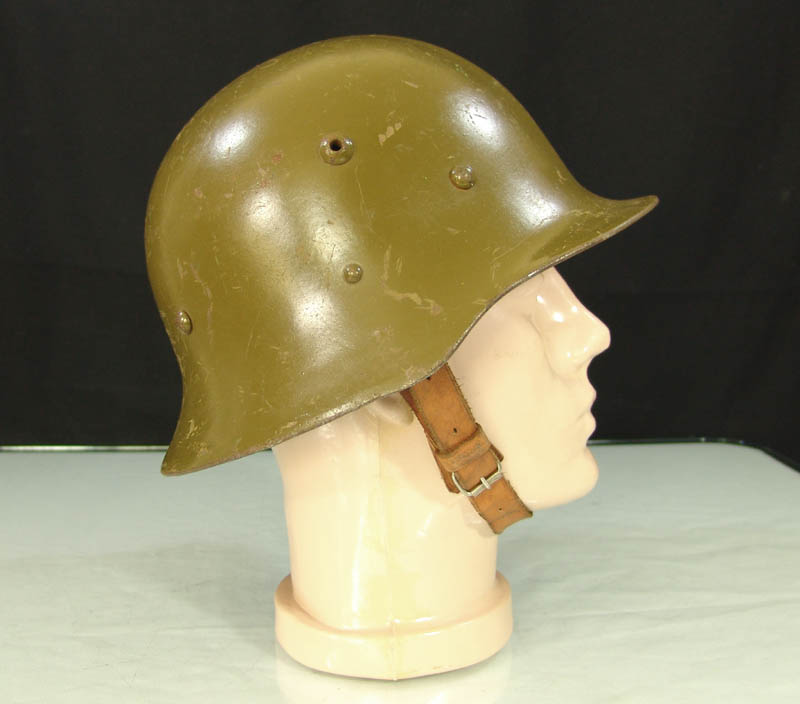
Casque M36 type A, vue latérale.
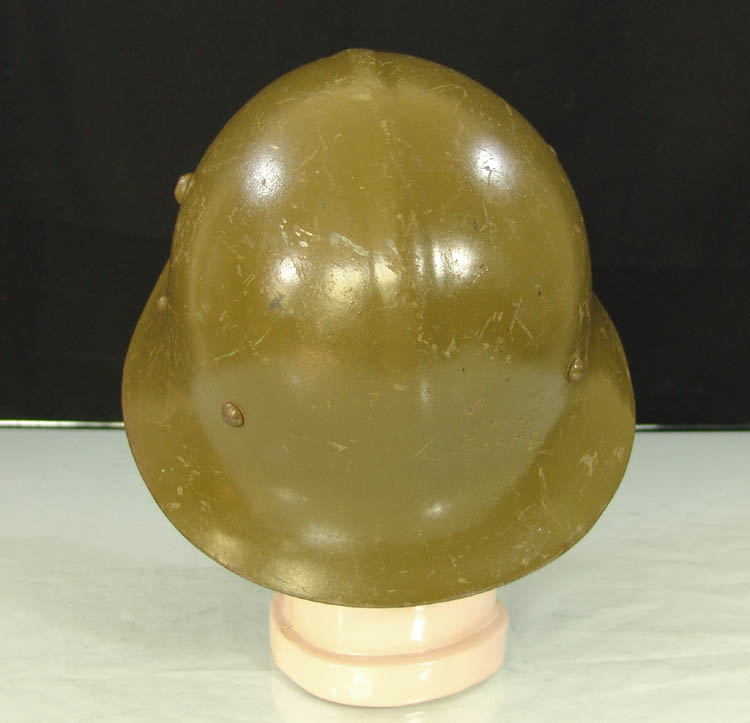
Vue arrière.
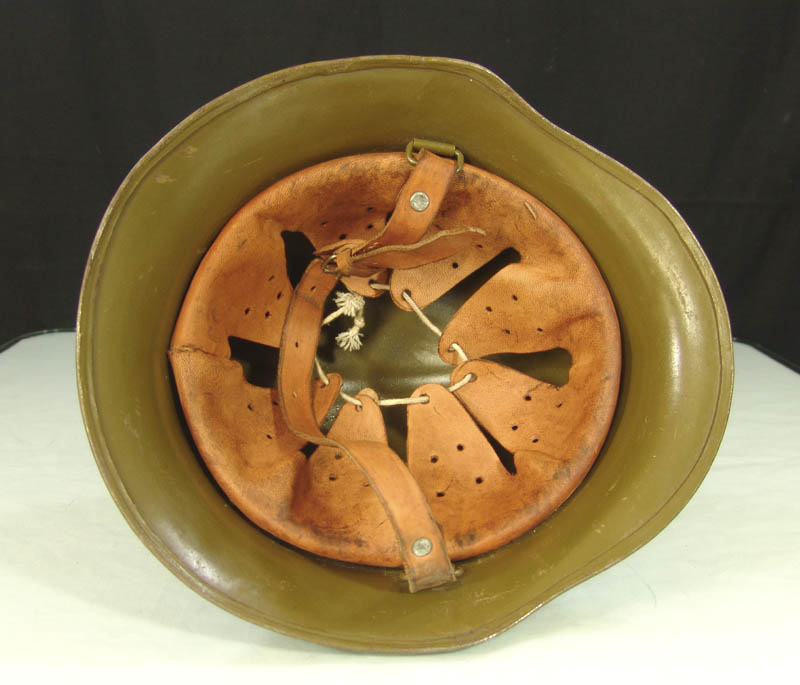
Vue intérieure.
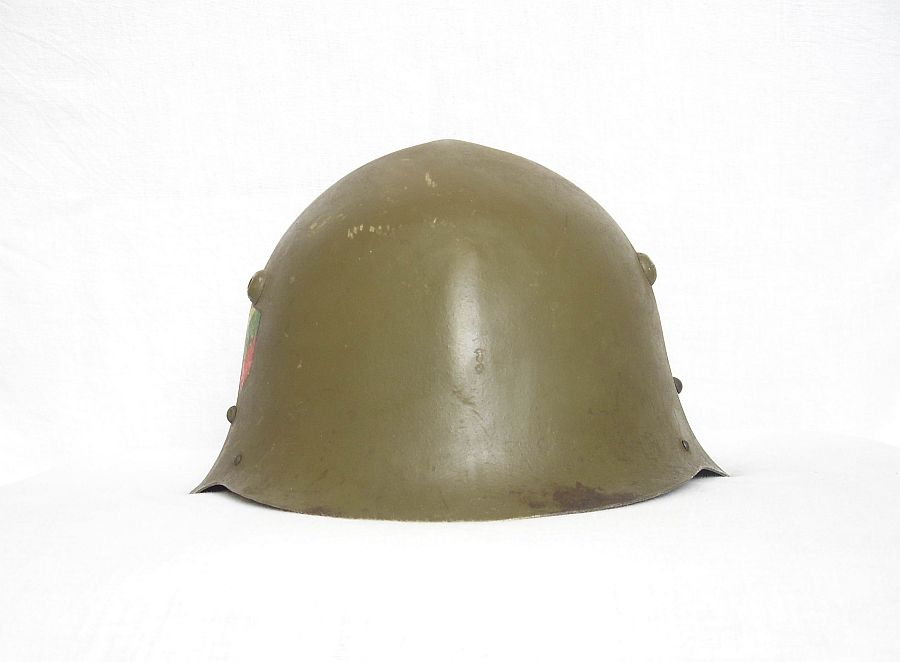
Casque M36 type C, vu de face.
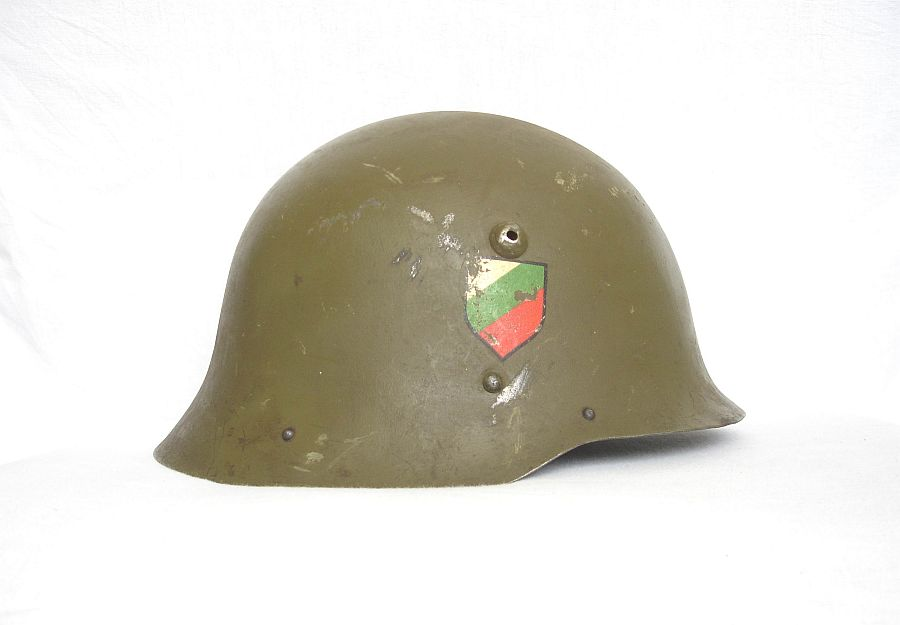
Vue latérale.
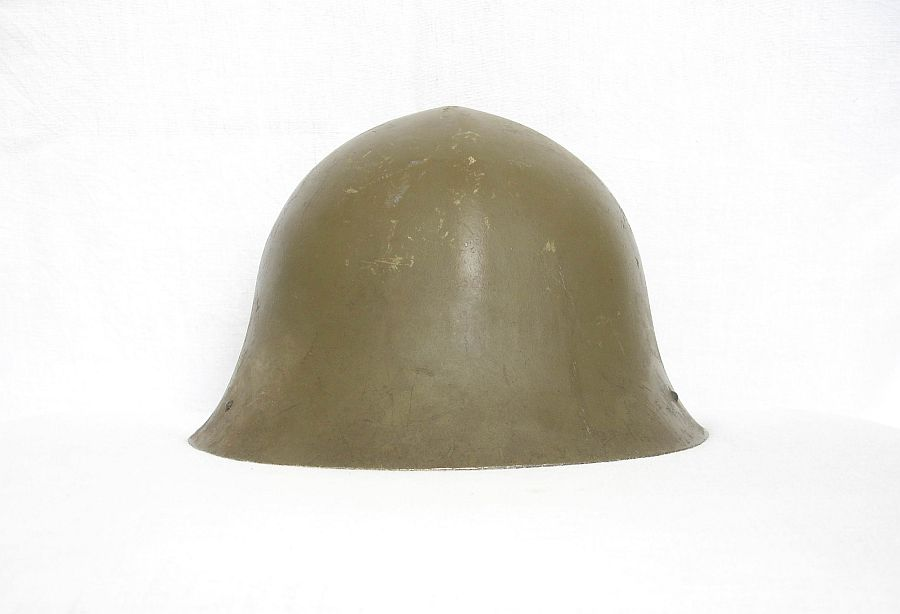
Vue arrière.
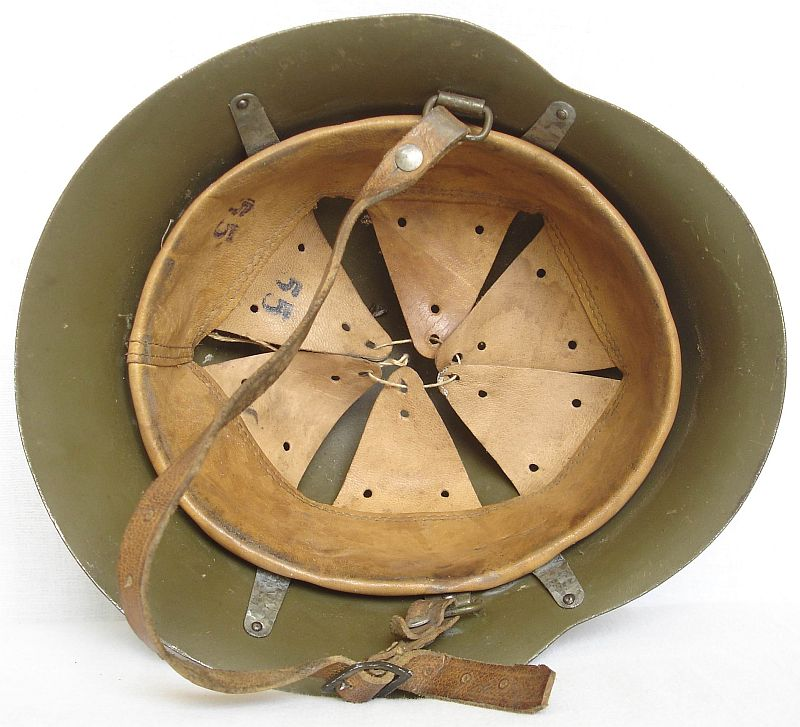
Vue intérieure.